# Ctenichneumonops annulicornis
Ctenichneumonops annulicornis là một loài tò vò trong họ Ichneumonidae.